# Велика любавицька синагога (Вітебськ)
Велика синагога — недіюча синагога у Вітебську. Розташована поруч з будинком 10 по вулиці Революційній (кол. Вел. Іллінської), наразі покинута.

## Історія
Цегляна будівля синагоги побудована на початку XX століття. У той час вона була однією з більш ніж півсотні синагог міста: юдеї за переписом 1897 року — 52,4 % населення Вітебська. Є дані, що її відвідував батько Марка Шагала, який жив на сусідній вулиці.
Після закриття в 1923 році будівлю Великої синагоги було зайнято аероклубом, потім використовувалося в якості ПК і, нарешті, віддано під склади. Зараз будівля у занедбаному стані і знаходиться в загрозливому стані: збереглися тільки стіни та фасад, перекриття — частково.